# Walpurga Hausmännin

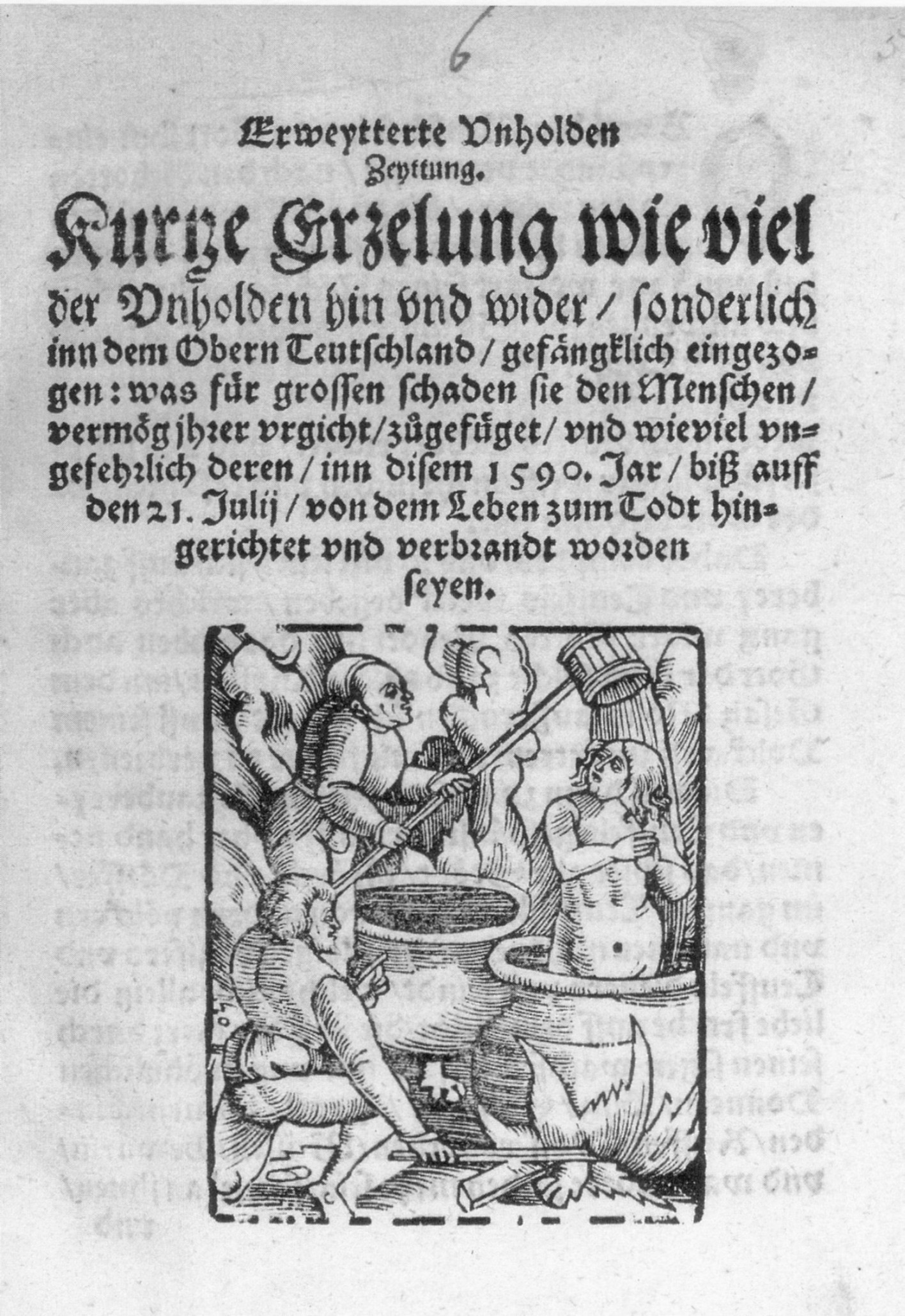
Erweytterte Unholden Zeyttung 1590

Walpurga Hausmännin, födelseår okänt, död år 1587, var en tysk barnmorska som avrättades för häxeri, vampyrism och massmord på barn.  Hon kallades även Walpurga av Dillingen (Walpurga von Dillingen), efter den stad där hon bodde.
Walpurga motsvarar den klassiska föreställningen om de som anklagades för häxeri; hon var en gammal kvinna, en klok gumma, som hade arbetat som licenserad barnmorska i staden i nitton år när hon arresterades och torterades tills hon avlade en lång rad bekännelser.
Under tortyr kom hon med en lång rad bekännelser. När hon som nybliven änka, år 1556, hade arbetat på stadens fält med att slå korn, hade hon kommit överens med en manlig arbetskamrat om att senare träffas hemma hos henne för att ha sex. På kvällen var det dock inte mannen som kom, utan en djävul utklädd till honom, som sedan hade haft samlag med henne. Då han återkom nästa kväll, hade han lovat hjälpa henne från fattigdomen; hon hade då försvurit sig till honom, han hade givit henne ett sår och hjälpt henne, eftersom hon var analfabet, att skriva sitt namn på hans kontrakt. Hon gav sig sedan av tillsammans med sin djävul, Federlin, till den riktiga Djävulen, som hon än en gång bekräftade kontraktet med och sedan ofta besökte om nätterna, och sedan åt rostade småbarn, drack vin och hade sex med sin egen djävul, varefter han gav henne salva att skada människor, djur och skördar. Federlin besökte henne ofta för att ha sex med henne, även på gatorna om natten och i fängelset.
Hon bekände sig skyldig till massmord genom att ha dödat fyrtio barn under sitt arbete som barnmorska innan de döptes. De metoder som angavs för morden var att hon skulle ha använts en särskild giftig salva, att hon skulle ha pressat dem på den mjuka delen av skallen över hjärnan eller att hon skulle ha gjort sig skyldig till vampyrism genom att suga deras blod; hon hade också använt salvan för att döda djur. Hon hade sedan ätit barnen med sina medbrottslingar och använt deras hår och ben till trolldom. Det är möjligt att det verkliga skälet till att hon arresterades var för att ha medverkat till födelsekontroll. 
Både de lokala myndigheterna, kyrkan under biskopen i Augsburg och den världsliga domstolen under den tyskromerske kejsaren konfiskerade hennes gods och dömde henne till döden. Avrättningen är ett exempel på de ohyggliga metoder som användes i behandlingen av häxor i framför allt Tyskland och Frankrike och kännetecknar grymheten i de tyska häxprocesserna. Hon leddes genom staden, där hon under första stoppet klämdes mellan glödande tänger fem gånger så huden stektes, vid andra stoppet i det vänstra bröstet och den högra armen, vid tredje stoppet i högra bröstet, vid femte stoppet i den vänstra armen, vid det sjätte stoppet i den vänstra handen. Framme vid avrättningsplatsen höggs hennes högra hand, med vilken hon avlagt sin ed som barnmorska, av med yxa. Slutligen brändes hon levande på bål.